# Supe (distrito)
O Distrito peruano de Supe é um dos cinco distritos que formam a Província de Barranca, situada na Região de Lima.

## Transporte
O distrito de Supe é servido pela seguinte rodovia:
- PE-1N, que liga o distrito de Aguas Verdes (Região de Tumbes) - Ponte Huaquillas/Aguas Verdes (Fronteira Equador-Peru) - e a rodovia equatoriana E50 - à cidade de Lima (Província de Lima)
- LM-100, que liga a cidade ao distrito de Pativilca
- LM-102, que liga a cidade ao distrito de Manas[2][3][4]